# Bunker (Washington)
Bunker az Amerikai Egyesült Államok északnyugati részén, Washington állam Lewis megyéjében elhelyezkedő önkormányzat nélküli település.
Bunker postahivatala 1913 és 1921 között működött.